# Singkep
Singkep (indonesisch Pulau Singkep) ist die südlichste der indonesischen Lingga-Inseln vor der Ostküste Sumatras im Malaiischen Archipel.

## Geografie

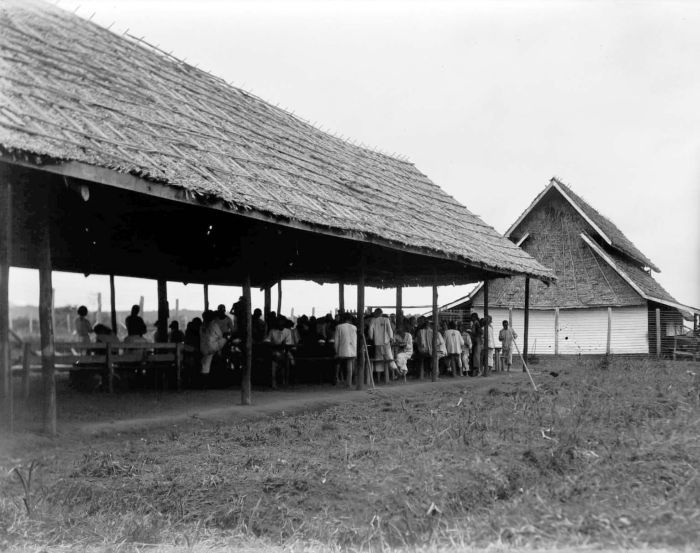
Krankenhaus der Zinn-Gesellschaft (wohl vor 1940)

Singkep liegt südlich der Nachbarinsel Lingga am südlichen Ende des Südchinesischen Meeres. 
Die Inselhauptstadt ist Dabo Singkep im Süden. Weitere Orte sind Sungai Buluh, Jago und Pekakak an der Nordküste sowie Batu berdaun, Marok Kecil und Marok Tua an der Südküste.
Die Insel hat eine Fläche von 757,3 km², die höchste Erhebung beträgt 475 m.
Im Norden, in der Mitte des Weges nach Lingga, liegt die kleine Nachbarinsel Selayar mit der Hauptstadt Penuba. Im Westen liegt Posik mit der gleichnamigen Stadt, umringt von weiteren kleinen Inseln.
Über 100 km im Westen liegt Sumatra mit dem Mündungsdelta des Indragiri, das dazwischenliegende Meeresgebiet wird Selat Berhala genannt.

## Verkehr und Wirtschaft
Fähren fahren von Tanjung Pinang auf Bintan nach Dabo und Jago.
Auf der Insel haben sich Abwrack-Firmen angesiedelt.